# Брылево (Смоленская область)
Брылево — деревня в Гагаринском районе Смоленской области России. Входит в состав Баскаковского сельского поселения. 

## География
Расположена в северо-восточной части области в 16 км к западу от Гагарина, в 16 км севернее автодороги М1 «Беларусь», на берегу реки Сежа. В 8 км юго-восточнее деревни расположена железнодорожная станция Серго-Ивановская на линии Москва — Минск.
Часовой пояс
Брылево, как и вся Смоленская область, находится в часовой зоне МСК (московское время). Смещение применяемого времени относительно UTC составляет +3:00.

## История
В годы Великой Отечественной войны деревня была оккупирована гитлеровскими войсками в октябре 1941 года, освобождена в марте 1943 года.

## Инфраструктура
В 1,2 км от центра, на берегу ручья Холодный (приток Сежи), находится "Святой источник великомученицы Параскевы Пятницы", оборудованный парковкой.
Список улиц:
- ул. Дачная

## Население
Население — 12 жителей (2007 год).